# Strijkersynthesizer

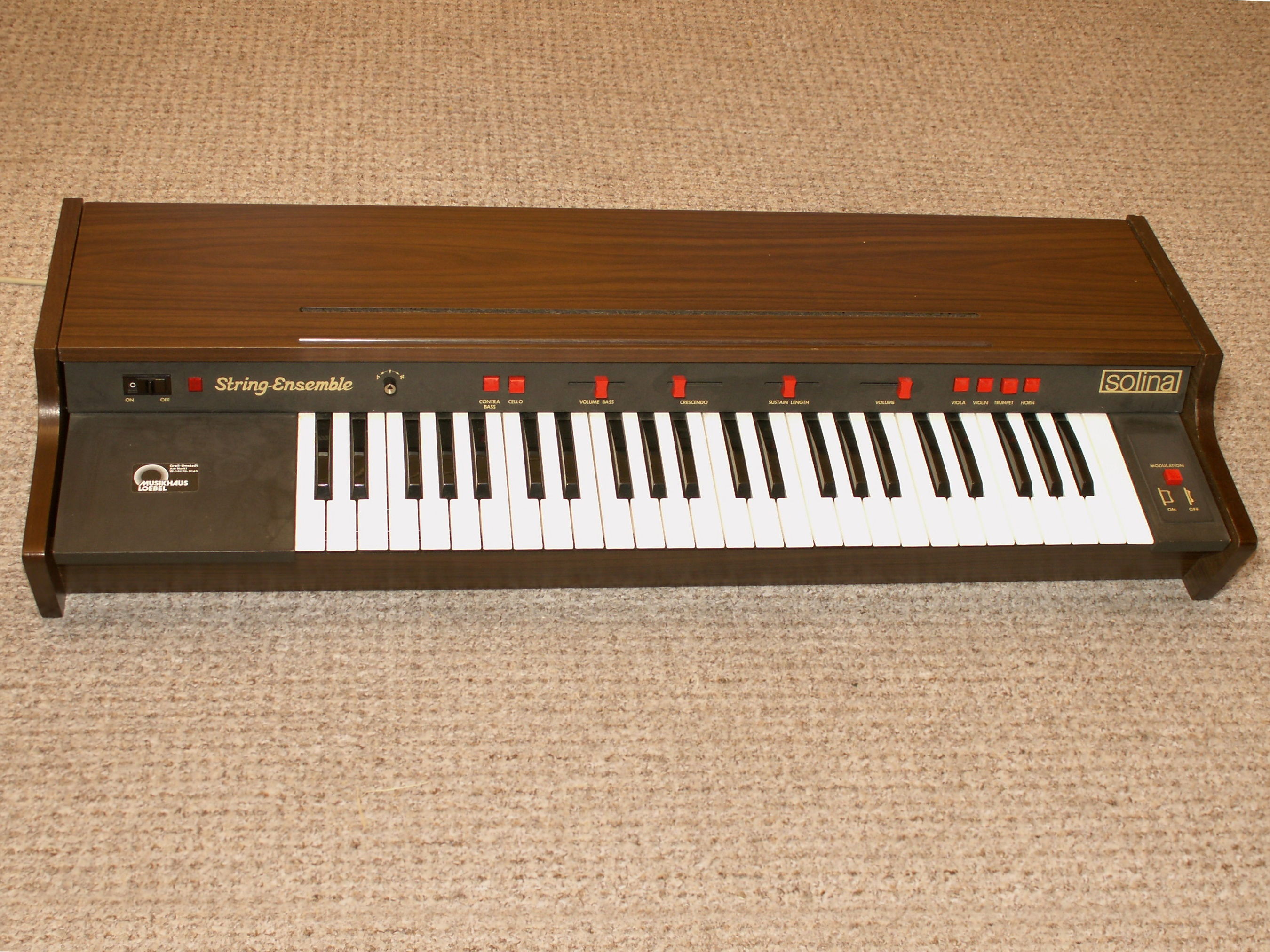
Een Solina String Ensemble uit 1974, een van de eerste strijkersynthesizers.

Een strijkersynthesizer (ook wel string machine of string synthesizer genoemd) is een type synthesizer uit de jaren 70 van de twintigste eeuw die probeert het geluid van een strijkorkest elektronisch na te bootsen.

## Beschrijving
De muziekinstrumenten werden in het midden van de jaren zeventig ontworpen als goedkoper en lichter alternatief voor de Mellotron. Ze klinken in vergelijking met de Mellotron meer synthetisch en koeler, en bezitten hun eigen unieke klankkarakter, wat bijzonder populair werd bij bepaalde muzikanten in alle stijlen.
Strijkersynthesizers bezitten een andere klank dan de Mellotron omdat ze geluiden produceren die meer lijken op een synthesizer. Sommige modellen bieden ook andere geluiden, zoals orgel- of pianogeluiden, en kunnen ingebouwde effecten zoals vibrato of chorus bezitten.
Het geluid van de strijkersynthesizer is overal terug te vinden in de rock- en popmuziek van de late jaren zeventig, zoals de jazzrock en progressieve rock, maar ook disco en elektronische muziek. Net als de Mellotron hebben strijkersynthesizers een kleine groep liefhebbers en worden zij dienovereenkomstig gebruikt in huidige muziekproducties, zowel het origineel als gesampled.
De eerste, bekendste en waarschijnlijk meest gebruikte strijkersynthesizer in de rock- en popmuziek is de ARP Solina String Ensemble, die al in 1972 door de Nederlandse firma Eminent als onderdeel van een orgel werd gebouwd. Uiteindelijk werd de Solina vanaf 1974 tot 1981 als zelfstandig instrument gebouwd, en onder andere door ARP Instruments gedistribueerd voor de Amerikaanse markt.
De groep muziekinstrumenten waren in die tijd gericht op een nichemarkt, tussen elektronische orgels en synthesizers in. Vanaf ongeveer 1980 zorgde de ontwikkeling van polyfone synthesizers, samplers en digitale signaalverwerking ervoor dat het type muziekinstrument overbodig raakte.

## Modellen
- ARP Solina String Ensemble / Quartett / Omni
- Crumar Performer / Multiman
- ELKA Rhapsody
- Farfisa Syntorchestra / Soundmaker / Polychrome
- Freeman String Symphonizer
- Hohner String Melody / String Melody II / String Performer
- JEN String Machine SM 2007
- Korg PE-1000 / PE-2000 / ES-50 Lambda / DL-50 Delta / Trident / Trident Mk II
- Logan
- Moog Opus 3 / Polymoog
- Roland RS-202 / VP-330 / Paraphonic 505
- Siel Orchestra 1 en 2
- Vermona Piano Strings
- Welson Keyboard Orchestra / Symphony Concert
- Waldorf Streichfett
- Wersi String Orchestra
- Yamaha SS30 Strings / SK-10 / SK-15 / SK-20 / SK-30 / SK-50

## Bekende artiesten
Artiesten die deze synthesizers hebben gebruikt zijn onder andere Air, The Eagles, Pink Floyd, The Cure, Tangerine Dream en New Order.